# Una damigella in pericolo
Una damigella in pericolo (titolo originale in lingua inglese: A damsel in distress) è un romanzo umoristico di P. G. Wodehouse, pubblicato in lingua inglese nel 1919. 
Dal romanzo furono tratte un'opera teatrale di successo e due pellicole cinematografiche. A Damsel in Distress ha avuto cinque traduzioni in lingua italiana nell'arco di 45 anni, a partire dal 1931, e con titoli differenti.

## Storia editoriale
Il romanzo apparve dapprima a puntate sul quindicinale statunitense The Saturday Evening Post dal 10 maggio al 28 giugno 1919, con le illustrazioni di Henry Raleigh. Fu raccolto in volume nell'ottobre dello stesso anno. Fu infatti pubblicato il 4 ottobre negli Stati Uniti dall'editore George H. Doran di New York, e il 15 ottobre nel Regno Unito dall'editore Herbert Jenkins Ltd di Londra. In Italia A Damsel in Distress ha avuto cinque traduzioni nell'arco di 45 anni, a partire dal 1931. Nel 1931 furono pubblicate due diverse traduzioni, da due diversi editori (Monanni e Bietti), e con due titoli differenti:. Nel 1935 apparve una nuova traduzione pubblicata dallo stesso editore (SACSE), ma con due titoli differenti. Una quarta traduzione, ad opera di Gian Dàuli fu pubblicata da Lucchi nel 1939 col titolo Una magnifica avventura, lo stesso titolo del film statunitense ricavato nel 1937 dal romanzo di Wodehouse. Infine, nel 1994 apparve una nuova traduzione, di Rosetta Palazzi, pubblicata dapprima dalla Mursia e successivamente da Guanda nel 2004 e da TEA nel 2006.

## Trama
George Bevan, un ventisettenne compositore americano di commedie musicali di successo, chiama un taxi a Piccadilly a Londra; una ragazza si infila nel suo taxi spiegando di doversi nascondere. La ragazza in difficoltà scompare quasi all'improvviso. George scopre di essersi innamorato di lei; ma purtroppo ne ignora anche il nome. La fanciulla è, in realtà, Lady Maud Marshmoreton, unica figlia di Lord John, settimo conte di Marshmoreton, confinata l'anno prima nella residenza di famiglia, il Castello di Belpher nell'Hampshire, per impedirle di vedere l'uomo di cui si era innamorata nel Galles. Maud si era recata a Londra di nascosto per incontrarlo, ma aveva intravisto suo fratello Percy, anch'egli in città, e per sfuggirgli aveva cercato rifugio nel taxi di George.
Nel castello di Belpher, Lord John è vessato dalle donne. Sua sorella, Lady Caroline Byng, vorrebbe costingerlo a far sposare Maud col figliastro Reginald (Reggie), ignara del fatto che Reggie sia innamorato segretamente di Alice Faraday, la segretaria di Lord Marshmoreton. Alice, a sua volta, insiste continuamente perché il conte lavori alla sua Storia della famiglia, quando in realtà Lord John vorrebbe solo dedicarsi alla coltivazione delle rose. Nel frattempo George, che è riuscito a identificare la ragazza del taxi, prende in affitto un cottage nel villaggio vicino al castello di Belpher, ma con probabilità di successo pressoché nulle
(P. G. Wodehouse, Una damigella in pericolo; traduzione di Rosetta Palazzi, Milano: Mursia, 1994, pp. 82-83, ISBN 88-425-1699-6)
Nella famiglia Marshmoreton, George viene subito identificato, ma erroneamente, come "l'uomo del Galles". George è felicemente sorpreso quando sente dire che è amato da Maud; resta addolorato, ma si comporta nobilmente, quando Lady Maud gli spiega come stanno le cose. Naturalmente la situazione ingarbugliata si risolve con le nozze.

## Personaggi
(in ordine di apparizione)
Lord John MarshmoretonVedovo di 48 anni con due figli (Percy e Maud). Ama il giardinaggio e scrive controvoglia un'opera storiografica sulla sua famiglia.
Percy Wilbraham Marsh (detto "Boots")Lord Belpher, primogenito ventunenne di Lord Marshmoreton; studente a Oxford.
Lady Patricia Maud MarshFiglia ventenne di Lord Marshmoreton; già innamorata di Geoffrey, si innamora di George.
Lady Caroline ByngSorella di Lord Marshmoreton, vedova di Clifford Byng, ricco proprietario di una miniera di carbone; desidera che Maud sposi il proprio figliastro Reginald Byng, il quale invece è innamorato di Alice.
Reginald Byng ("Reggie")Gioviale membro del Drones Club, figliastro di Lady Caroline, ama Alice.
KeggsMaggiordomo di Belpher, organizza dei concorsi sulla previsione dei matrimoni dei residenti a Belpher.
AlbertGiovane paggio di Belpher, vuole fare il macellaio e fa resistenza all'educazione che vorrebbe imporgli Maud
Alice FaradaySegretaria graziosa e intelligente di Lord Marshmoreton; alla fine fugge da Belpher con Reggie per convolare a nozze.
MacPhersonGiardiniere al castello di Belpher.
Geoffrey RaymondNipote americano e segretario del milionario Wilbur Raymond.
MacPortiere al the Regal Theatre.
George BevanProtagonista. ventisettenne musicista di successo, ex allievo di Harvard, ama il golf.
Billie DoreGiovane e bionda corista dell'Indiana, allegra e vivace, ama i fiori e alla fine sposerà Lord Marshmoreton.
Babe SinclairGiovane americana, corista nella commedia musicale di George Bevan.
Spencer GrayGiovane grasso che gioca con gli affetti di Babe Sinclair. Pseudonimo usato da Geoffrey Raymond.
RogersAutista al castello di Belpher.
Mrs. DigbyGovernante al castello di Belpher.
Rev. Cyril FergusonCurato di Little Weeting; chiude Percy in un armadio.

## Edizioni

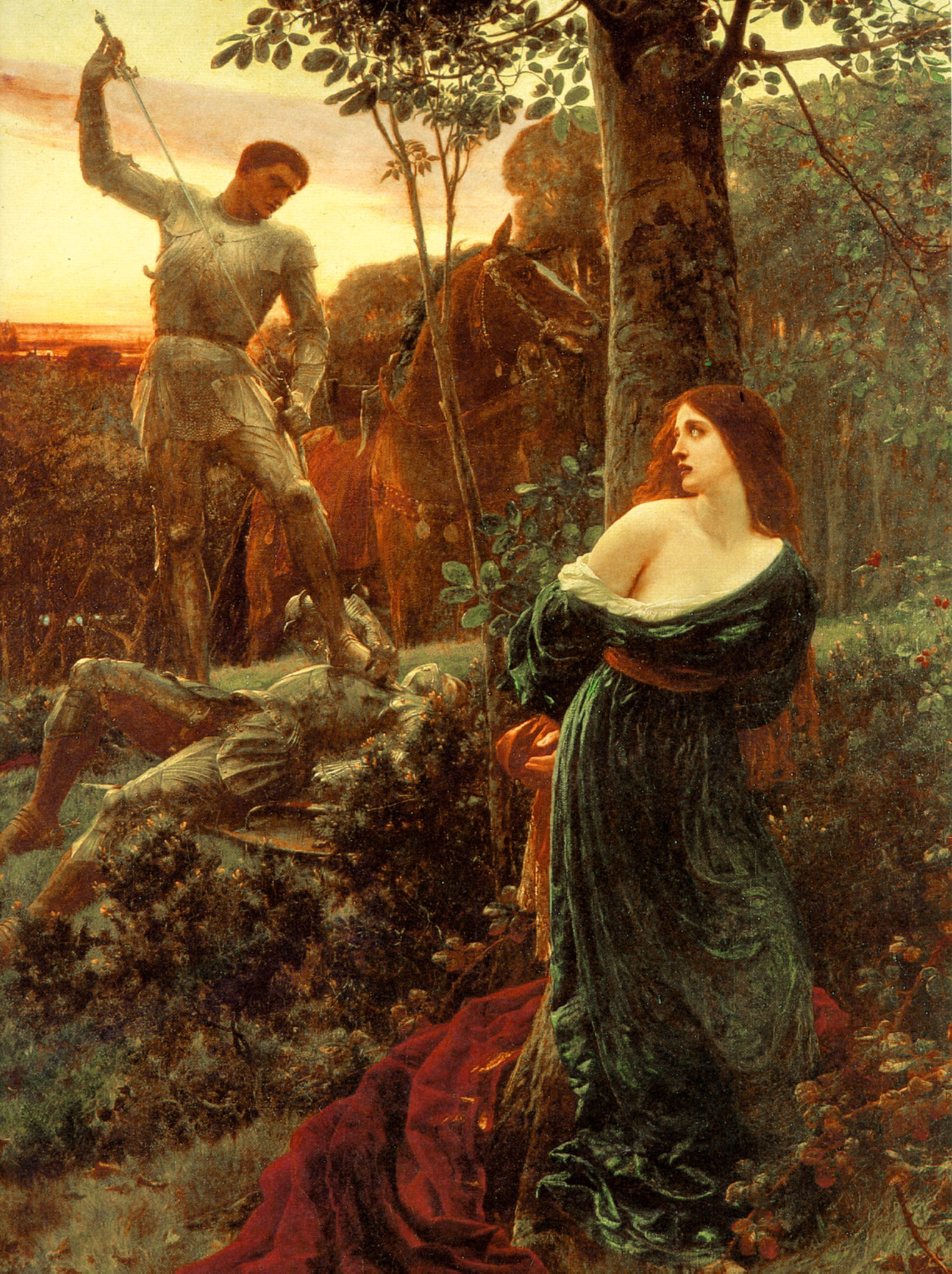
Cavalleria (dipinto di Frank Bernard Dicksee)

In lingua originale
- (EN) A damsel in distress, New York, George H. Doran, 1919.
- (EN) A damsel in distress, London, Jenkins, 1919.

Traduzioni in lingua italiana
- Una donzella in imbarazzo, traduzione di Francesco Palumbo, Milano, Monanni, 1931.
- Una signorina in imbarazzo, traduzione di Ariberto Mozzati, Milano, Bietti, 1931.
- Un capriccio e poi..., traduzione di Alfredo Bianchini, Milano, S.A.C.S.E., 1935.
- Un matrimonio complicato: Romanzo, traduzione di Alfredo Bianchini, Milano, S.A.C.S.E., 1935.
- Una magnifica avventura, traduzione di Gian Dàuli, Milano, Lucchi, 1939.
- Una damigella in pericolo, traduzione di Rosetta Palazzi, Milano, Mursia, 1994, ISBN 88-425-1699-6.
- Una damigella in pericolo, traduzione di Rosetta Palazzi, Introduzione di Giorgio Ficara, Parma, Guanda, 2006, ISBN 88-8246-624-8.
- Una damigella in pericolo, traduzione di Rosetta Palazzi, Introduzione di Giorgio Ficara, Milano, TEA, 2006, ISBN 88-502-1224-0.

## Critica
L'ambiente di Una damigella in pericolo è molto simile a quella delle storie del ciclo di Blandings: il castello di Belpher è simile al castello di Blandings, il suo castellano Lord Marshmoreton somiglia a Lord Emsworth (vedovo, amante del giardinaggio, succube di sua sorella, ha un maggiordomo che sembra un vescovo e un figlio ed erede stolto, ecc.), ma che alla fine sposa un'affascinante ragazza americana, felicità mai concessa a Lord Emsworth. Per il linguista Robert Anderson Hall, la maggior fonte di ilarità e segno distintivo dello stile di Woodehouse è il linguaggio: l'incoerenza fra lo status dei personaggi e il loro registro linguistico; l'arte della similitudine (paragoni, ipotesi, metafore) che, invece di creare un rapporto di somiglianza fra i termini, come vuole la figura semantica, esprime analogie e contrapposizioni spesso insensate fra elementi eterogenei. Gabriella Valentino osserva come il lessico di Wodehouse, molto ricco, preciso, utilizzato in modo estremamente creativo, sia molto difficile da riprodurre nelle traduzioni in lingue diverse dall'inglese; le virtù letterarie di Wodehouse vanno pertanto oltre la sua abilità di utilizzare la lingua: dalle trame intricate delle storie, al suo dell'inglese, alla qualità dei dialoghi e della narrazione.

## Opere derivate
- A Damsel in Distress - film muto del 1919 diretto da George Archainbaud e interpretato da Creighton Hale e June Caprice[16][17]
- Una magnifica avventura (A Damsel in Distress) - film musicale del 1937 diretto da George Stevens e interpretato da Fred Astaire affiancato da Joan Fontaine, con musiche di George Gershwin[18]
- Nel 1928 lo stesso Wodehouse, assieme a John Hay Beith e Alan Alexander Milne ne trassero un'opera teatrale che fu rappresentata con successo al New Theatre di Londra. La prima avvenne il 13 agosto 1928 e su seguita da 234 repliche[19].
- Il musical del 2015 A Damsel in Distress, scritto da Jeremy Sams e Robert Hudson, con musiche e testi di George Gershwin e Ira Gershwin.